# 背鳞
蛇的背鳞（Dorsal scales）指除腹鳞、尾下鳞和肛鳞外被覆躯干部的、略成纵行的鳞片。
背鳞的形状有菱形、批针形、六角形或圆形等，排列方式有覆瓦状（imbricate）或平砌（juxtapose），起棱强度有起棱（keeled）或平滑（smooth），这些特征在分类上具有重要参考价值。
背鳞在计数时一般取颈部（头后2个头长处）、中段（吻端到肛孔之间中点处）及肛前（肛孔前2个头长处）三个数据，可以表示为19-19-15或19:19:15，表示背鳞在颈部19行，中段19行及肛前15行。如果仅写背鳞19行，一般多指中段行数。背鳞行数一般为奇数，唯乌梢蛇属（Zaocys）为偶数。如需具体表示背鳞的某一行，一般都从两外侧紧邻腹鳞的鳞片开始计数，如自外侧数第一行背鳞表示为“D1”，第10行为“D10”，以此类推。
背鳞正中的一行又称脊鳞（vertebral），过树蛇属（Dendrelaphis）、环蛇属（Bungarus）等的脊鳞扩大（enlarge）且呈六角形。

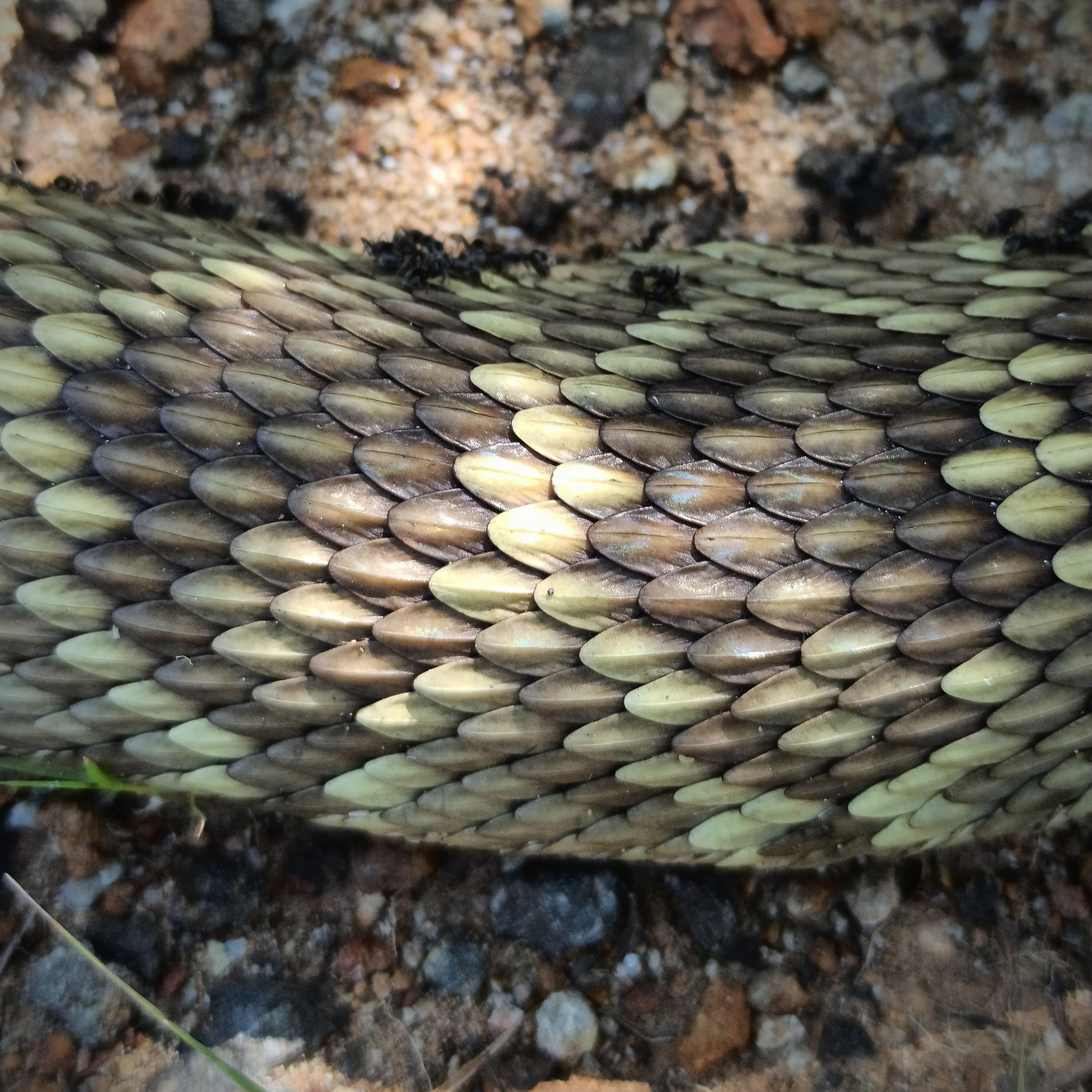
黑尾响尾蛇（Crotalus molossus）覆瓦状鳞片
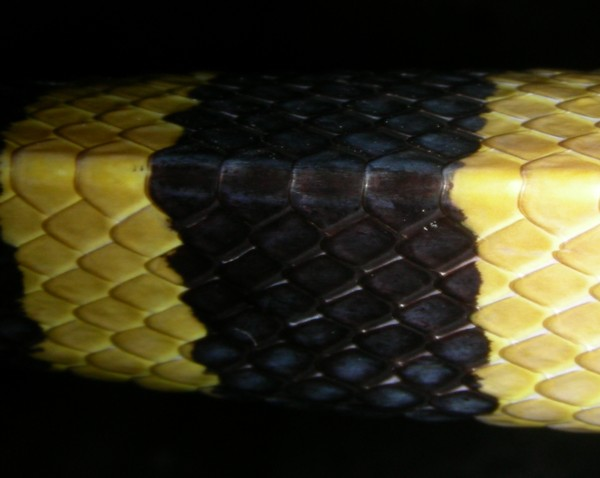
金环蛇（Bungarus fasciatus）扩大的脊鳞，平砌的背鳞
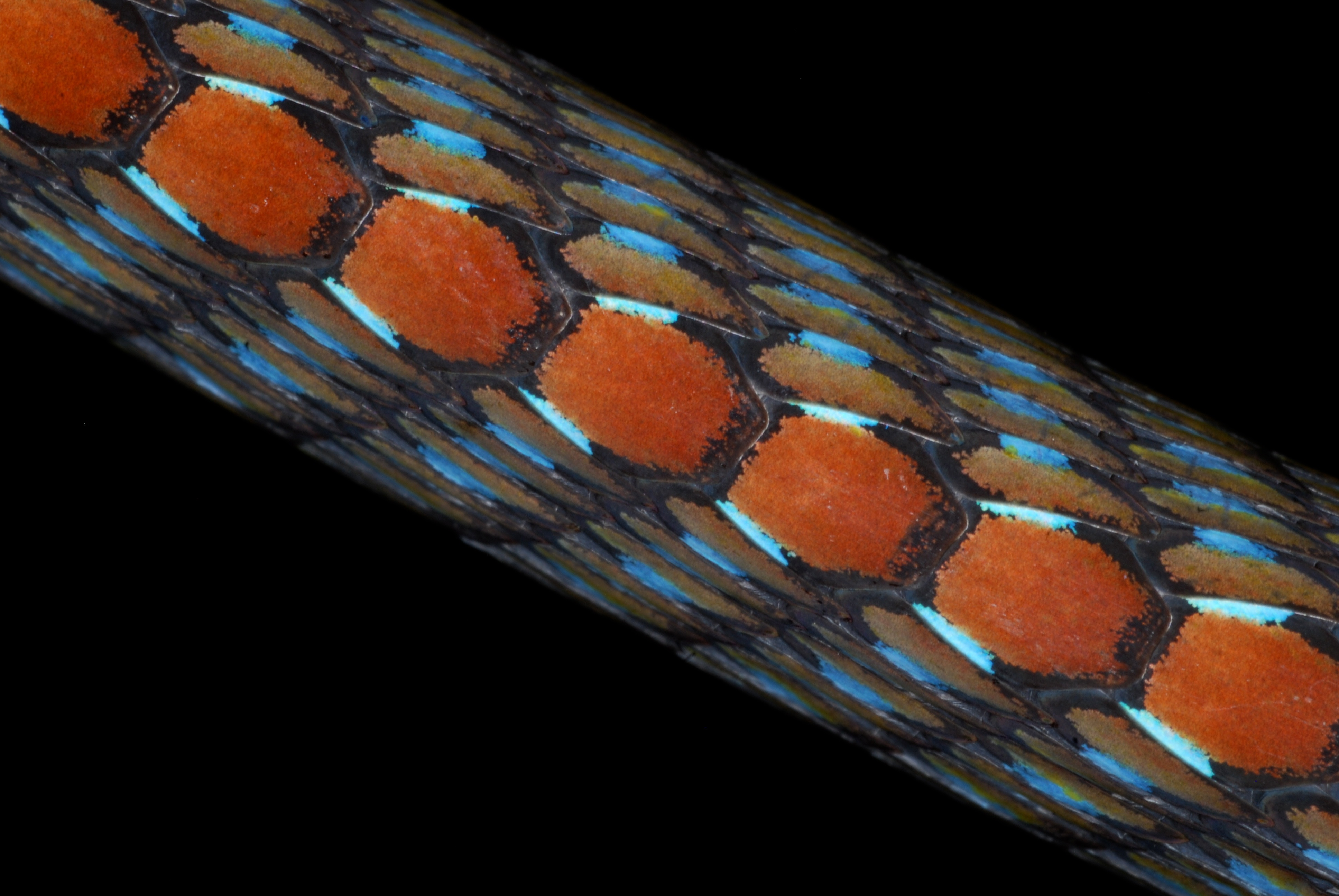
蓝绿过树蛇（Dendrelaphis cyanochloris）扩大的脊鳞
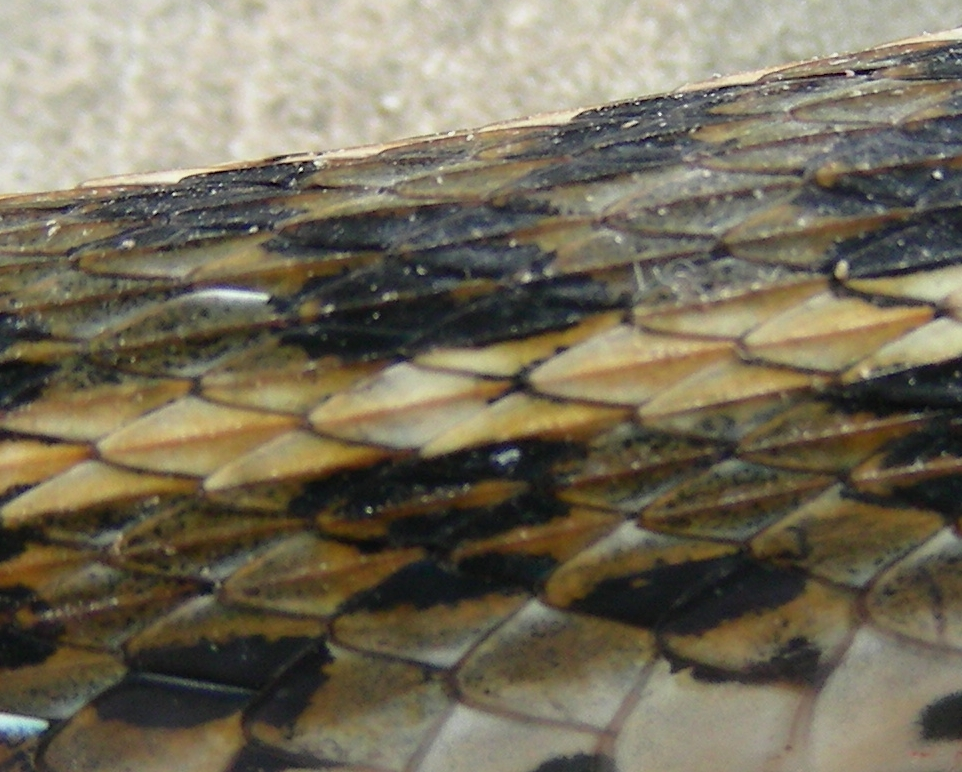
草腹链蛇（Amphiesma stolatum）起棱的鳞片